# Clubul de dans Cartoon Network
Clubul de dans Cartoon Network (engleză Cartoon Network Dance Club) este un serial de televiziune care a avut premiera în 2010 pe Cartoon Network în Germania și Polonia, precum și în România și în Ungaria.

## Descriere
Maria Forys și Rafael Antonio colaborează cu unele din cele mai bine știute personaje Cartoon Network pentru a deveni „Echipa A de mișcări de dans”. În fiecare episod ei îi învață pe copii mișcări de dans bestiale, după care intră în acțiune în furgoneta CN.

## Personaje Cartoon Network întâlnite
Următoarele personaje au fost întâlnite în acest serial:

### Ben 10: Echipa extraterestră
- Ben
- Gwen

### Casa Foster pentru prieteni imaginari
- Bloo
- Mac
- Eduardo
- Wilt

### Chowder
- Chowder
- Shnitzel
- Panini

### Colegul meu de sală e o maimuță
- Adam
- Jake
- Bull Rechinowski

### Fetițele Powerpuff
- Blossom
- Bubbles
- Buttercup
- Mojo Jojo

### Secretele familiei Sâmbătă
- Zak

### Tabăra lui Lazlo
- Lazlo
- Raj
- Maestrul Lumpus

## Dublat în limba română
A fost dublat de Zone Studio Oradea.
- Richard Balint - Rafael Antonio, Bloo
- Mihaela Gherdan - Maria Forys
- Anca Sigmirean - Gwen
- Iulia Tohotan/Anca Sigmirean - Blossom
- Ioana Dagău - Bubbles
- Adela Lazăr - Buttercup

## Legături externe
- Clubul de dans Cartoon Network la Internet Movie Database